# Winter League FIAF 1998
La Winter League FIAF 1998 è stata la quindicesima edizione del secondo livello del campionato italiano di football americano, organizzato dalla Federazione Italiana American Football; è stata la prima edizione a 8 giocatori e la prima volta in cui la Winter League ha rappresentato il secondo livello della piramide.

## Regular season

### Classifica

#### Red Conference - Divisione Nord - Girone A
| Pos. | Squadra            | %V   | G | V | N | P | PF  | PS  |
| ---- | ------------------ | ---- | - | - | - | - | --- | --- |
| 1    | Bengals Brescia    | .625 | 8 | 5 | 0 | 3 | 181 | 115 |
| 2    | Nightmare Piacenza | .500 | 8 | 4 | 0 | 4 | 136 | 163 |
| 3    | Bulls Magenta      | .000 | 8 | 0 | 0 | 8 | 61  | 237 |

#### Red Conference - Divisione Nord - Girone B
| Pos. | Squadra             | %V    | G | V | N | P | PF  | PS  |
| ---- | ------------------- | ----- | - | - | - | - | --- | --- |
| 1    | Kings Gallarate     | 1.000 | 8 | 8 | 0 | 0 | 197 | 106 |
| 2    | Skorpions Varese    | .750  | 8 | 6 | 0 | 2 | 260 | 152 |
| 3    | Red Falcons Liscate | .125  | 8 | 1 | 0 | 7 | 114 | 176 |

#### Red Conference - Divisione Est - Girone C
| Pos. | Squadra            | %V   | G | V | N | P | PF  | PS  |
| ---- | ------------------ | ---- | - | - | - | - | --- | --- |
| 1    | Hogs Reggio Emilia | .875 | 8 | 7 | 0 | 1 | 294 | 116 |
| 2    | Redskins Verona    | .500 | 8 | 4 | 0 | 4 | 191 | 161 |
| 3    | Centauri Bologna   | .250 | 8 | 2 | 0 | 6 | 157 | 262 |

#### Red Conference - Divisione Est - Girone D
| Pos. | Squadra                   | %V   | G | V | N | P | PF  | PS  |
| ---- | ------------------------- | ---- | - | - | - | - | --- | --- |
| 1    | Virtus Bologna            | .875 | 8 | 7 | 0 | 1 | 289 | 130 |
| 2    | Yankees Civitanova Marche | .250 | 8 | 2 | 0 | 6 | 132 | 247 |
| 3    | Seamen Rimini             | .250 | 8 | 2 | 0 | 6 | 216 | 363 |

#### Green Conference - Divisione Ovest - Girone E
| Pos. | Squadra          | %V    | G | V | N | P | PF  | PS  |
| ---- | ---------------- | ----- | - | - | - | - | --- | --- |
| 1    | Etruschi Livorno | 1.000 | 6 | 6 | 0 | 0 | 174 | 85  |
| 2    | Condor Grosseto  | .167  | 6 | 1 | 0 | 5 | 80  | 161 |

#### Green Conference - Divisione Ovest - Girone F
| Pos. | Squadra               | %V   | G | V | N | P | PF  | PS  |
| ---- | --------------------- | ---- | - | - | - | - | --- | --- |
| 1    | Marines Ostia         | .714 | 7 | 5 | 0 | 2 | 230 | 86  |
| 2    | Ducks Roma            | .333 | 6 | 2 | 0 | 4 | 95  | 129 |
| 3    | Royal Dodgers Caserta | .200 | 5 | 1 | 0 | 4 | 51  | 169 |

#### Green Conference - Divisione Sud - Girone G
| Pos. | Squadra            | %V   | G | V | N | P | PF  | PS  |
| ---- | ------------------ | ---- | - | - | - | - | --- | --- |
| 1    | Sharks Palermo     | .833 | 6 | 5 | 0 | 1 | 199 | 73  |
| 2    | Blackstars Palermo | .667 | 6 | 4 | 0 | 2 | 111 | 99  |
| 3    | Crusaders Cagliari | .500 | 6 | 3 | 0 | 3 | 117 | 137 |
| 4    | Elephants Catania  | .000 | 6 | 0 | 0 | 6 | 74  | 192 |

## Playoff
|  | Finali di Divisione | Finali di Divisione | Finali di Divisione |               |                | Finali di Conference | Finali di Conference | Finali di Conference |  |  | VII Snowbowl | VII Snowbowl       | VII Snowbowl |
|  |                     |                     |                     |               |                |                      |                      |                      |  |  |              |                    |              |
|  | 1B                  | Kings Gallarate     | 14                  |               |                |                      |                      |                      |  |  |              |                    |              |
|  | 1C                  | Hogs Reggio Emilia  | 20                  |               |                |                      |                      |                      |  |  |              |                    |              |
|  | 1C                  | Hogs Reggio Emilia  | 20                  |               | 1C             | Hogs Reggio Emilia   | 33                   |                      |  |  |              |                    |              |
|  |                     |                     |                     |               | 1C             | Hogs Reggio Emilia   | 33                   |                      |  |  |              |                    |              |
|  |                     | 1A                  | Bengals Brescia     | 30            |                |                      |                      |                      |  |  |              |                    |              |
|  | 1D                  | 1A                  | Bengals Brescia     | 30            | Virtus Bologna | 25                   |                      |                      |  |  |              |                    |              |
|  | 1D                  |                     |                     |               | Virtus Bologna | 25                   |                      |                      |  |  |              |                    |              |
|  | 1A                  | Bengals Brescia     | 26                  |               |                |                      |                      |                      |  |  |              |                    |              |
|  |                     |                     |                     |               |                |                      |                      |                      |  |  | 1C           | Hogs Reggio Emilia | 40           |
|  |                     |                     | 1F                  | Marines Ostia | 29             |                      |                      |                      |  |  |              |                    |              |
|  | 1E                  | Etruschi Livorno    | 26                  |               |                |                      |                      |                      |  |  |              |                    |              |
|  | 1G                  | Sharks Palermo      | 21                  |               |                |                      |                      |                      |  |  |              |                    |              |
|  | 1G                  | Sharks Palermo      | 21                  |               | 1E             | Etruschi Livorno     | 12                   |                      |  |  |              |                    |              |
|  |                     |                     |                     |               | 1E             | Etruschi Livorno     | 12                   |                      |  |  |              |                    |              |
|  |                     | 1F                  | Marines Ostia       | 13            |                |                      |                      |                      |  |  |              |                    |              |
|  | 1F                  | 1F                  | Marines Ostia       | 13            | Marines Ostia  | 55                   |                      |                      |  |  |              |                    |              |
|  | 1F                  |                     |                     |               | Marines Ostia  | 55                   |                      |                      |  |  |              |                    |              |
|  | 2G                  | Blackstars Palermo  | 21                  |               |                |                      |                      |                      |  |  |              |                    |              |

### VII Snowbowl
Il VII Snowbowl si è disputato domenica 20 dicembre 1998 allo Stadio Walter Borelli di Correggio. L'incontro è stato vinto dagli Hogs Reggio Emilia sui Marines Ostia con il risultato di 40 a 29.

## Verdetti
- Hogs Reggio Emilia vincitori dello Snowbowl VII.